# Diurese

Regulação da diurese pelo ADH e aldosterona

Diurese é a produção de urina pelo rim. As hormonas ADH e aldosterona participam de sua regulação.
O ADH é uma hormona produzida no hipotálamo e liberada pela hipófise que estimula a reabsorção de água pelos rins, diminuindo assim a diurese.
A aldosterona por sua vez estimula a reabsorção nos rins de sódio, o que faz aumentar a pressão osmótica sanguínea e consequentemente a liberação de ADH.
A secreção de ADH pode ser inibida temporariamente pela ingestão de álcool. Sua total ausência provoca o diabetes insipidus.
O ADH atua no néfron, favorecendo a abertura dos canais de aquaporinas no Túbulo Contorcido Distal, impedindo que a água seja eliminada pelo Ducto Coletor.